# Українське лікарське товариство (монета)
«Украї́нське лі́карське товари́ство» — ювілейна монета номіналом 2 гривні, випущена Національним банком України. Присвячена 100-річчю з дня заснування у Львові першої професійної громадської організації лікарів — Українському лікарському товариству.
Монету введено до обігу 24 вересня 2010 року. Вона належить до серії «Інші монети».

## Опис та характеристики монети
| Номінал грн. | Метал      | Маса, грам | Діаметр, мм. | Якість виготовлення       | Гурт     | Тираж, штук |
| ------------ | ---------- | ---------- | ------------ | ------------------------- | -------- | ----------- |
| 2            | нейзильбер | 12,8       | 31           | спеціальний анциркулейтед | рифлений | 35 000      |

### Аверс
На аверсі монети розміщено: угорі малий Державний Герб України, під яким рік карбування монети — «2010», напис півколом «НАЦІОНАЛЬНИЙ БАНК УКРАЇНИ», у центрі — логотип Всеукраїнського лікарського товариства в оточенні стилізованого рослинного орнаменту, під яким номінал — «2»/«ГРИВНІ», праворуч — логотип Монетного двору Національного банку України.

### Реверс

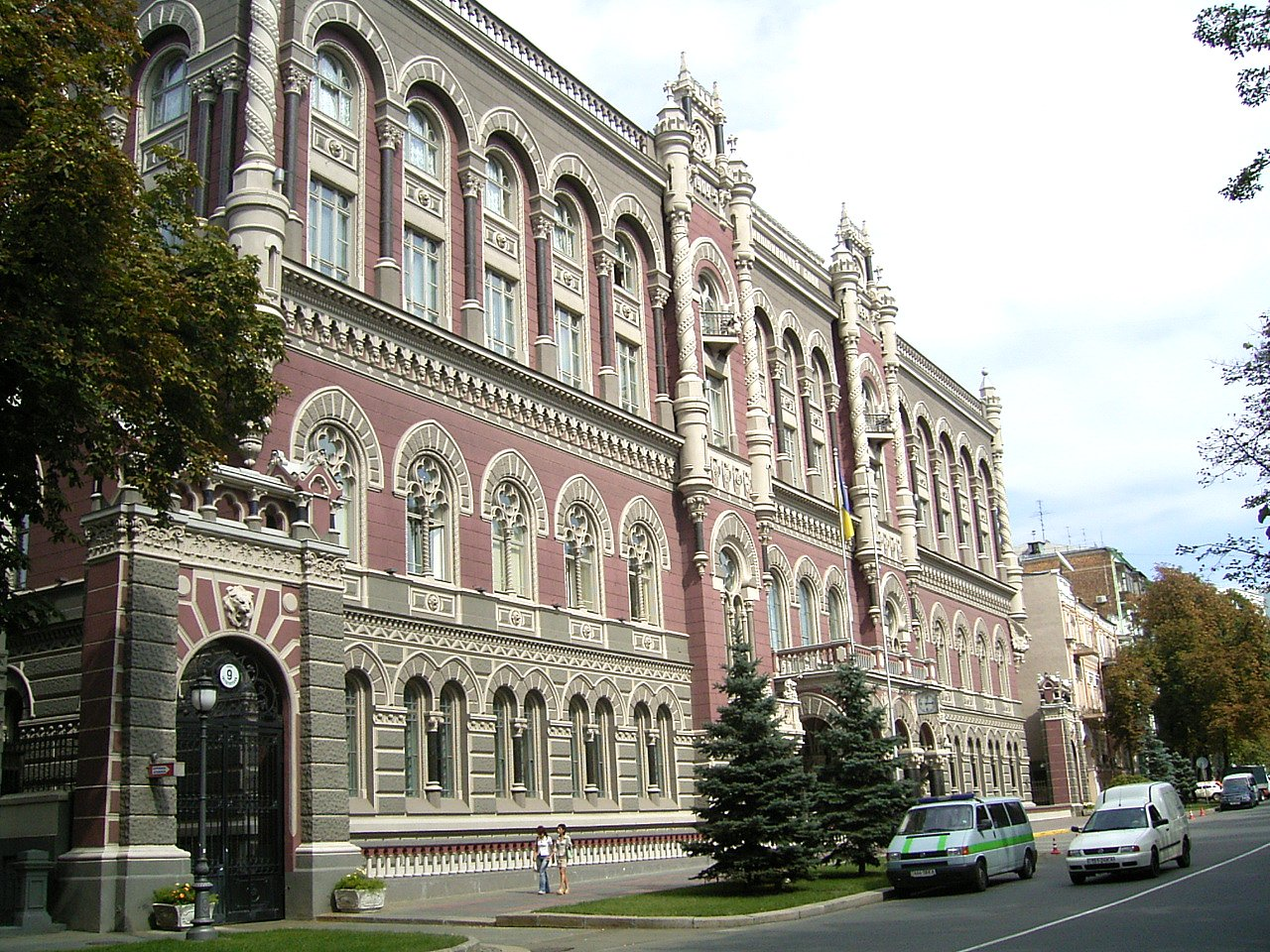
Будівля Національного банку України

На реверсі монети зображено емблему Українського лікарського товариства у Львові, де було засновано першу професійну організацію лікарів, та по колу розміщено написи: «УКРАЇНСЬКЕ ЛІКАРСЬКЕ ТОВАРИСТВО», унизу — «100 РОКІВ».

## Автори
- Художники: Таран Володимир, Харук Олександр, Харук Сергій (аверс); Атаманчук Володимир (реверс).
- Скульптори: Дем'яненко Анатолій, Атаманчук Володимир.

## Вартість монети
Ціна монети — 15 гривень, була вказана на сайті Національного банку України 2011 року.
Фактична приблизна вартість монети, з роками змінювалася так:
| Рік        | 2011 | 2012 | 2013 | 2014 | 2015 | 2016 | 2017 | 2018 | 2019 | 2020 | 2021 | 2022 | 2023 | 2024 | 2025 |
| ---------- | ---- | ---- | ---- | ---- | ---- | ---- | ---- | ---- | ---- | ---- | ---- | ---- | ---- | ---- | ---- |
| Ціна, грн. | 20   | 30   | 30   | 30   | 35   | 60   | 75   | 75   | 85   | 85   | 90   | 95   | 250  | 250  | 240  |